# باتريك ثاديوس
باتريك ثاديوس (بالإنجليزية: Patrick Thaddeus)‏ هو عالم فلك أمريكي، ولد في 6 يونيو 1932، وتوفي في 28 أبريل 2017.